# Paradise (Star Trek: Deep Space Nine)
"Paradise" és el quinzè episodi de la segona temporada de la sèrie de televisió de ciència-ficció estatunidenca Star Trek: Deep Space Nine, el 35è de tota la sèrie. Originalment es va emetre en redifusió a partir del 14 de febrer de 1994. L'episodi va ser dirigit per Corey Allen.
Ambientada al segle XXIV, la sèrie segueix les aventures a Espai Profund 9, una estació espacial situada prop d'un forat de cuc estable entre els Quadrants Alfa i Gamma de la Via Làctia, prop del planeta Bajor, mentre els bajorans es recuperen d'una brutal ocupació de dècades pels imperialistes cardassians. En aquest episodi, el comandant Sisko (interpretat per Avery Brooks) i el cap O'Brien (interpretat per Colm Meaney) es troben encallats en un món poblat per supervivents d'una expedició naufragada, on cap dels seus dispositius funcionarà.

## Argument
Durant una missió de reconeixement en una nau espacial classe Danube, O'Brien i Sisko descobreixen signes de vida humana en un planeta desconegut. Teletransportant-se a la superfície, descobreixen que un camp d'energia duonètica ha desactivat els seus dispositius electrònics i no poden tornar a la seva nau espacial. Coneixen Joseph i Vinod, que formen part d'un grup de colons que van quedar encallats fa deu anys d'una manera similar. La líder dels colons és la mare de Vinod, Alixus; abans de quedar-se encallat, era una filòsofa crítica amb la dependència dels humans de la tecnologia.
Una de les colones, la Meg, s'està morint i es podria curar amb els subministraments mèdics del runabout, però l'Alixus prohibeix a Sisko i O'Brien que intentin contactar amb el runabout. Els diu que hauran de guanyar-se la vida treballant al camp. Mentre treballen, un jove anomenat Stephen és alliberat d’una caixa metàl·lica on estava empresonat per robar una espelma. Aquella nit, l'Alixus envia una colona anomenada Cassandra a intentar seduir la Sisko. Quan la Sisko s'enfronta a l'Alixus, li assigna la guàrdia la resta de la nit.
Mentrestant, les oficials del DS9 Kira i Dax, que busquen Sisko i O'Brien, descobreixen la seva runabout abandonada viatjant sense rumb i intenten refer el seu curs.
Després que la Meg mori, l'Alixus acusa l
O'Brien de "profanar-li la memòria" intentant activar els seus dispositius tecnològics. Com a oficial al comandament, Sisko és col·locada a la caixa de càstig. Un cop acabat el seu període de càstig, Alixus li ofereix aigua si es canvia l'uniforme de la Flota Estel·lar. Sense dir res, Sisko torna a entrar a la caixa trontollant.
O'Brien utilitza una brúixola improvisada per localitzar l'origen del camp duonètic i descobreix un generador enterrat sota la sorra. Vinod troba O'Brien i li dispara amb un arc, però O'Brien aconsegueix ser més astut que ell i el porta de tornada al poble. O'Brien obre la caixa de càstig amb el seu faser ara funcional i revela als colons que el camp va ser creat artificialment. Alixus admet que va crear el camp duonètic, però justifica les seves accions perquè van permetre als colons descobrir el seu veritable potencial.
Quan arriben Kira i Dax, Sisko i O'Brien assumeixen que els colons volen venir amb ells, però Joseph anuncia que els colons han decidit quedar-se. O'Brien i Sisko es teleporten al runabout amb Alixus i Vinod. Després de marxar, dos nens petits miren amb nostàlgia el punt on els quatre van desaparèixer.

## Actors convidats
- Gail Strickland - Alixus
- Julia Nickson - Cassandra
- Steve Vinovich - Joseph
- Michael Buchman Silver - Vinod
- Erick Weiss - Stephen

## Producció
L'episodi va néixer del desig de desenvolupar encara més el personatge de Benjamin Sisko i donar-li l'oportunitat de demostrar coratge i força de voluntat. La idea que Sisko hagués de tractar amb una comunitat semblant a una secta va sorgir de Michael Piller, que estava molt interessat en el tema perquè un membre de la família era membre d'una secta. Jim Trombetta va crear la comunitat d'Alixus basant-se en la filosofia antitecnològica dels khmers rojos a Cambodja.
El plató de Santa Maria es va construir al solar dels Paramount Studios. L'escena en què O'Brien busca la font del camp duonètic, però, es va filmar al santuari d'aus Griffith Park de Los Angeles.
Per a la banda sonora de l'escena del final de l'episodi, en què Alixus intenta convèncer la seva gent que es quedi a la comunitat, el compositor Dennis McCarthy es va inspirar en la música de l'església protestant.

## Recepció
Keith DeCandido el va qualificar a "tor.com" el 2013 com un molt bon episodi de "Star Trek: Deep Space Nine". Li va agradar l'enfocament experimental, amb la meitat del repartiment principal sense aparèixer i l'episodi que va tenir lloc en gran part lluny de l'estació "Espai Profund 9". DeCandido va trobar excel·lent l'escena en què Sisko rebutja l'oferta d'Alixus i, en canvi, torna a la seva gàbia trontollant indòmit. En aquesta escena pràcticament sense paraules, DeCandido defineix definitivament Sisko com un dels millors líders de la franquícia Star Trek. També admirava l'actuació de Gail Strickland, així com l'ambivalència entre el fanatisme d'Alixus i la comunitat realment funcional que va construir.
La llista d'Io9 del 2014 dels 100 millors episodis de "Star Trek" va situar "Paradise" com el 98è millor episodi de totes les sèries fins aleshores, de més de 700 episodis.
El 2015, Geek.com va recomanar aquest episodi com a "imprescindible" per a la seva guia abreujada de marató de sèries de Star Trek: Deep Space Nine.

## Llançament
L'1 d'abril de 2003, la segona temporada de Star Trek: Deep Space Nine es va publicar en discs de vídeo DVD, amb 26 episodis en set discs.
Aquest episodi es va publicar el 2017 en DVD amb la caixa completa de la sèrie, que tenia 176 episodis en 48 discs.